# 丹尼斯百货
丹尼斯百货是中国大陆的一家台资企业，属于台湾东裕集团麾下，是中华人民共和国国务院在全国范围内选定的两家台商百货零售试点之一。于1997年11月16日在河南省郑州市开设第一家百货店面，至今已是集百货、大卖场、便利店、物流配送等业态为一体的零售集团，在河南省全省已有超过150家门店，是河南省规模最大的连锁百货品牌。

## 经营业态
- 丹尼斯百货：高档百货和超级市场的组合业态，经营服饰、珠宝、日用品、电子产品、运动器材、食品等。门店遍布河南省7个主要地市。
- 丹尼斯大卖场：中高档百货和超级市场的组合业态，其中“生活百货”区域经营服饰、珠宝、日用品、电子产品、运动器材等；“大卖场”区域则采用超级市场的经营模式。也是丹尼斯旗下分布最广的一种业态，门店遍布河南省12个地市。
- 丹尼斯便利店：社区便利店业态，分布于河南省郑州、洛阳两市。
- 仁民会所：休闲娱乐会所，位于河南省郑州市金水区。
- 丹尼斯手艺馆：主营世界各地的美姿彩妆、健康按摩、居家清洁、调理烘焙用具、文具礼品、减压疗癒用品、DIY商品等，是丹尼斯近年打造的全新业态。[4]
- 郑州全日盛食品有限公司：综合型的集食品研发、生产、销售的大型企业，主要生产丹尼斯自有品牌食品。[5]
- 丹尼斯七天地：与丹尼斯百货近似，为高档百货和超级市场的组合业态，因位于河南省郑州市郑东新区商务外环路与商务内环路之间，由7座独立建筑通过人行天桥相连而得名。
- 丹尼斯大卫城：涵盖国际精品店、百货店、超级市场、MALL及酒店五大商业业态，位于河南省郑州市二七路与太康路交叉口西北角，于2015年5月开业。[6]

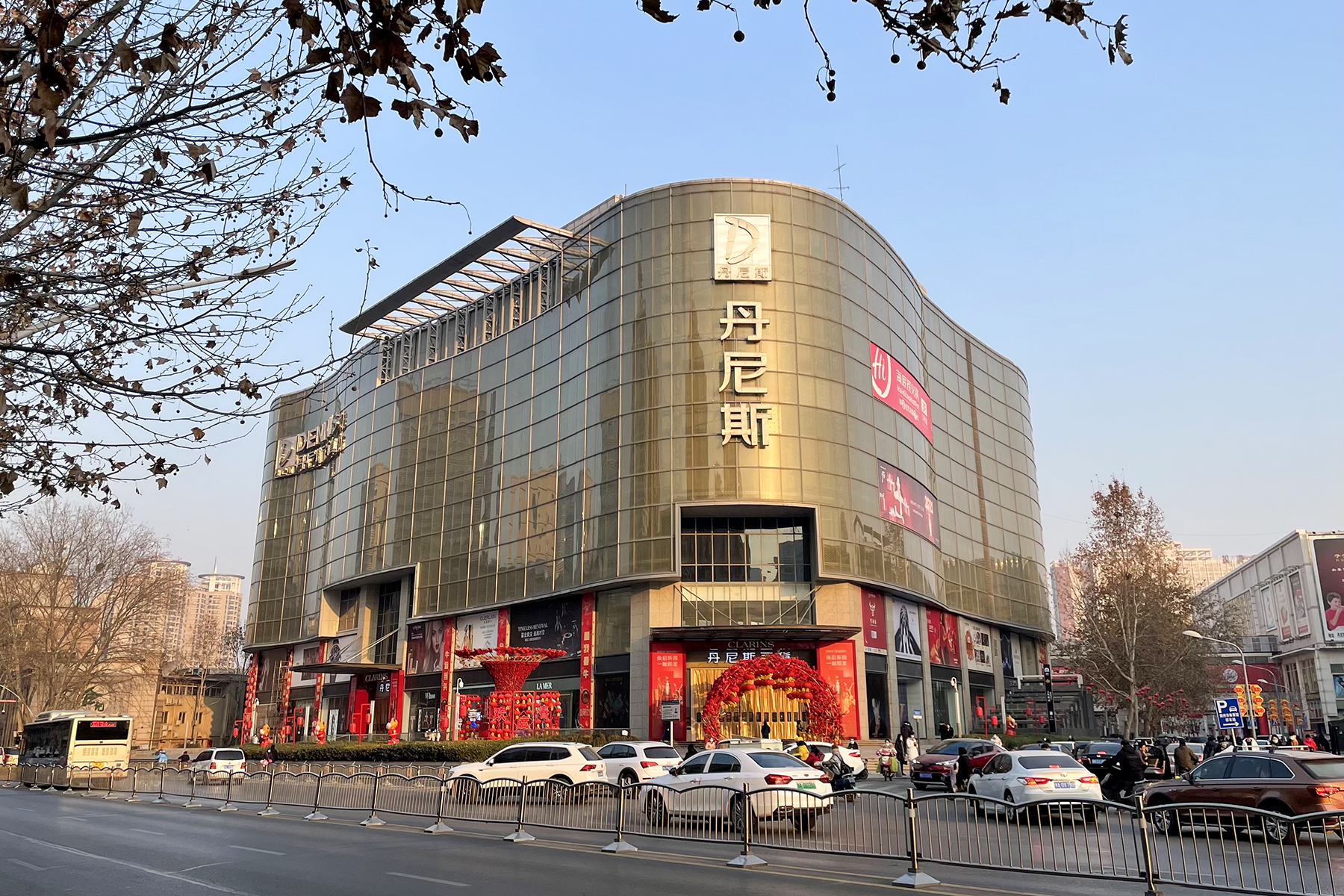
丹尼斯百货郑州人民路店
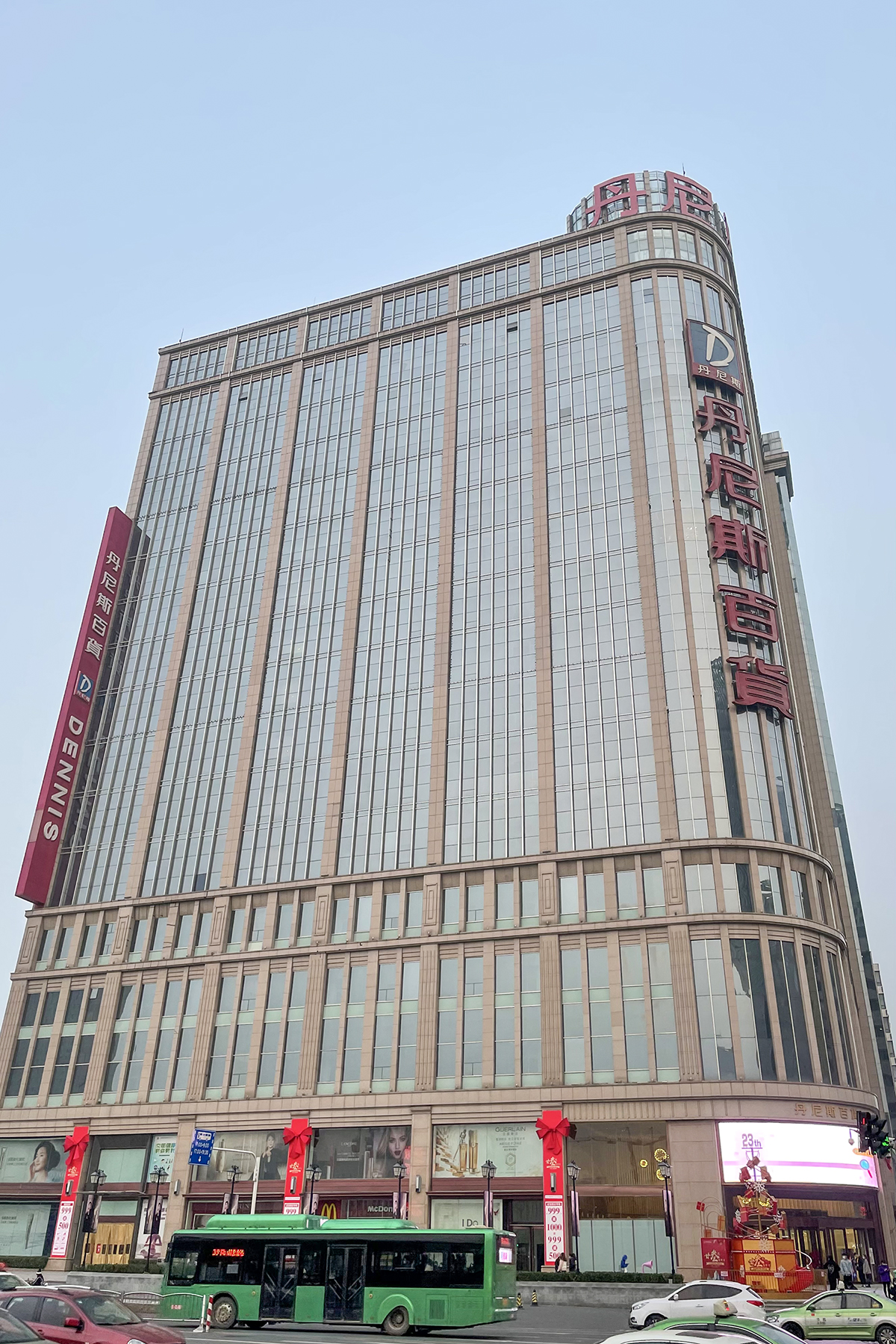
丹尼斯百货郑州花园路店
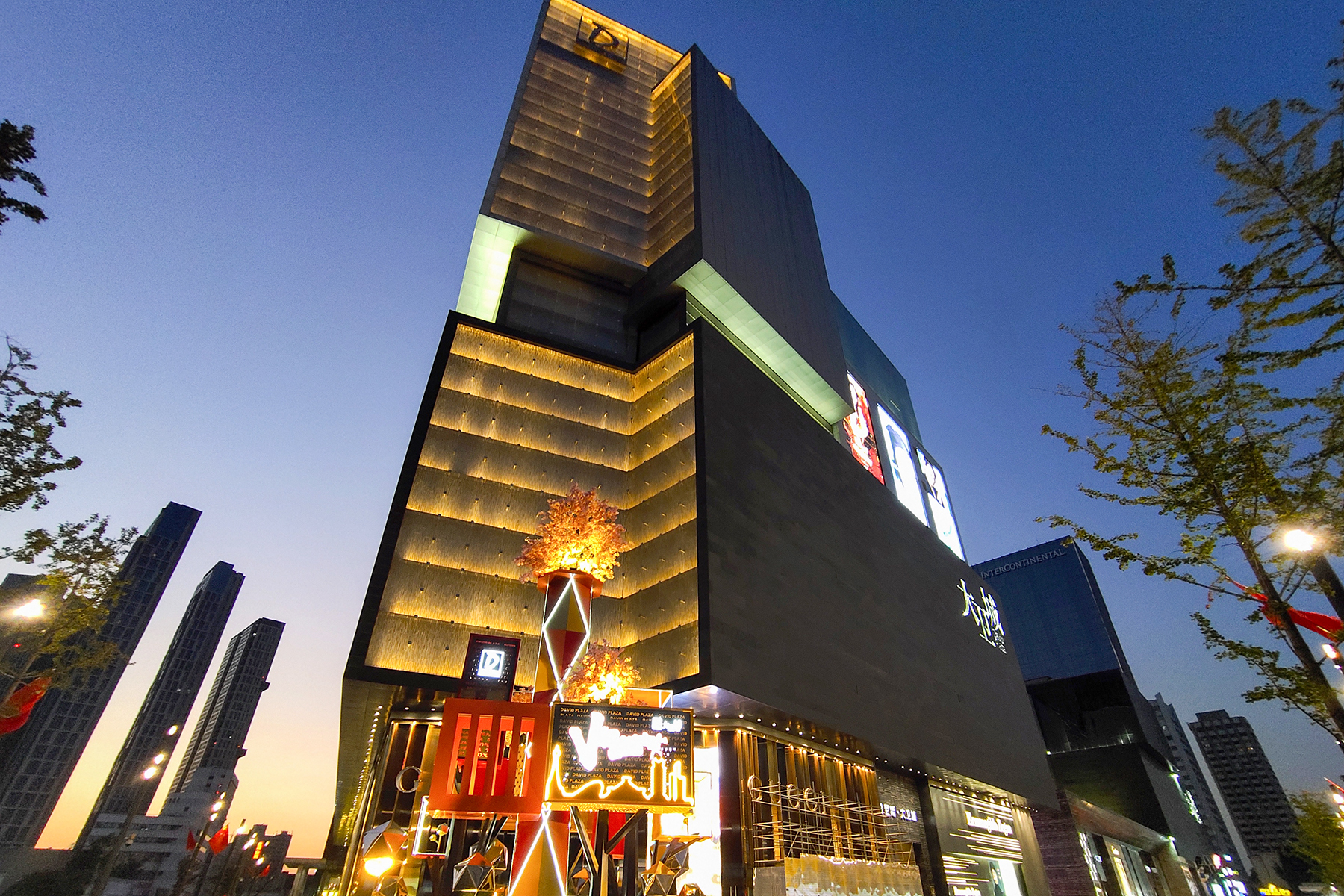
丹尼斯大卫城
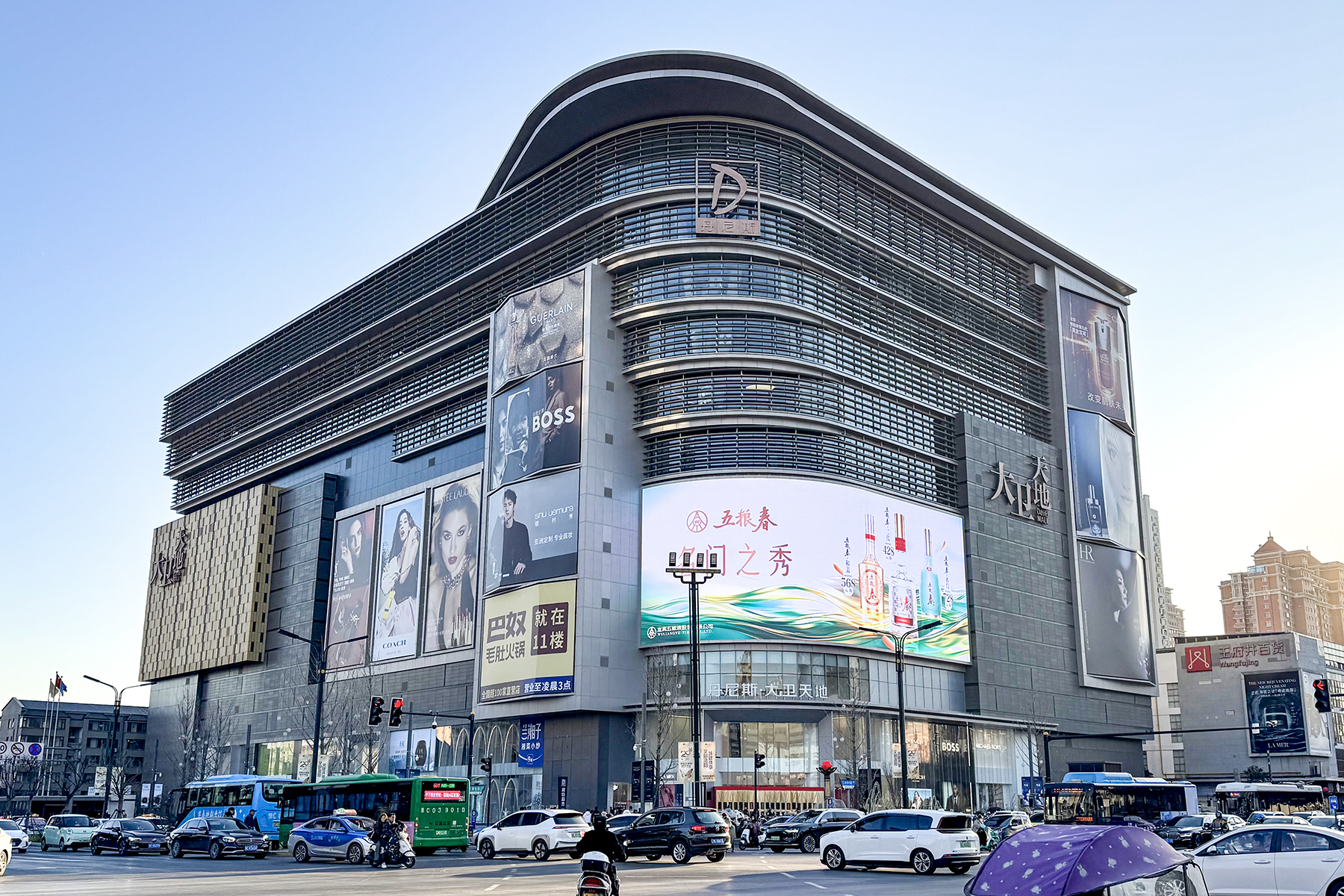
洛阳丹尼斯大卫天地
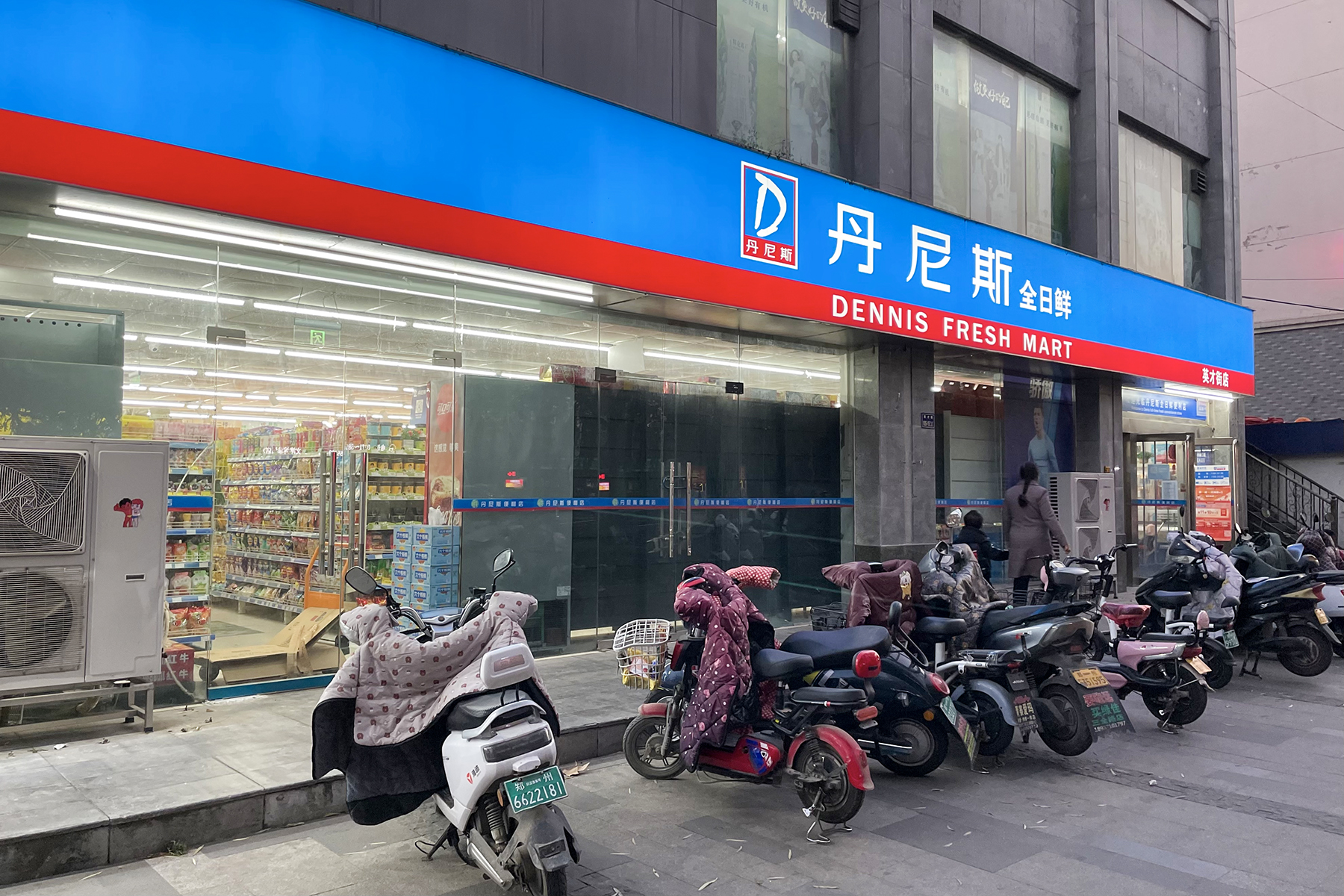
丹尼斯全日鲜便利店
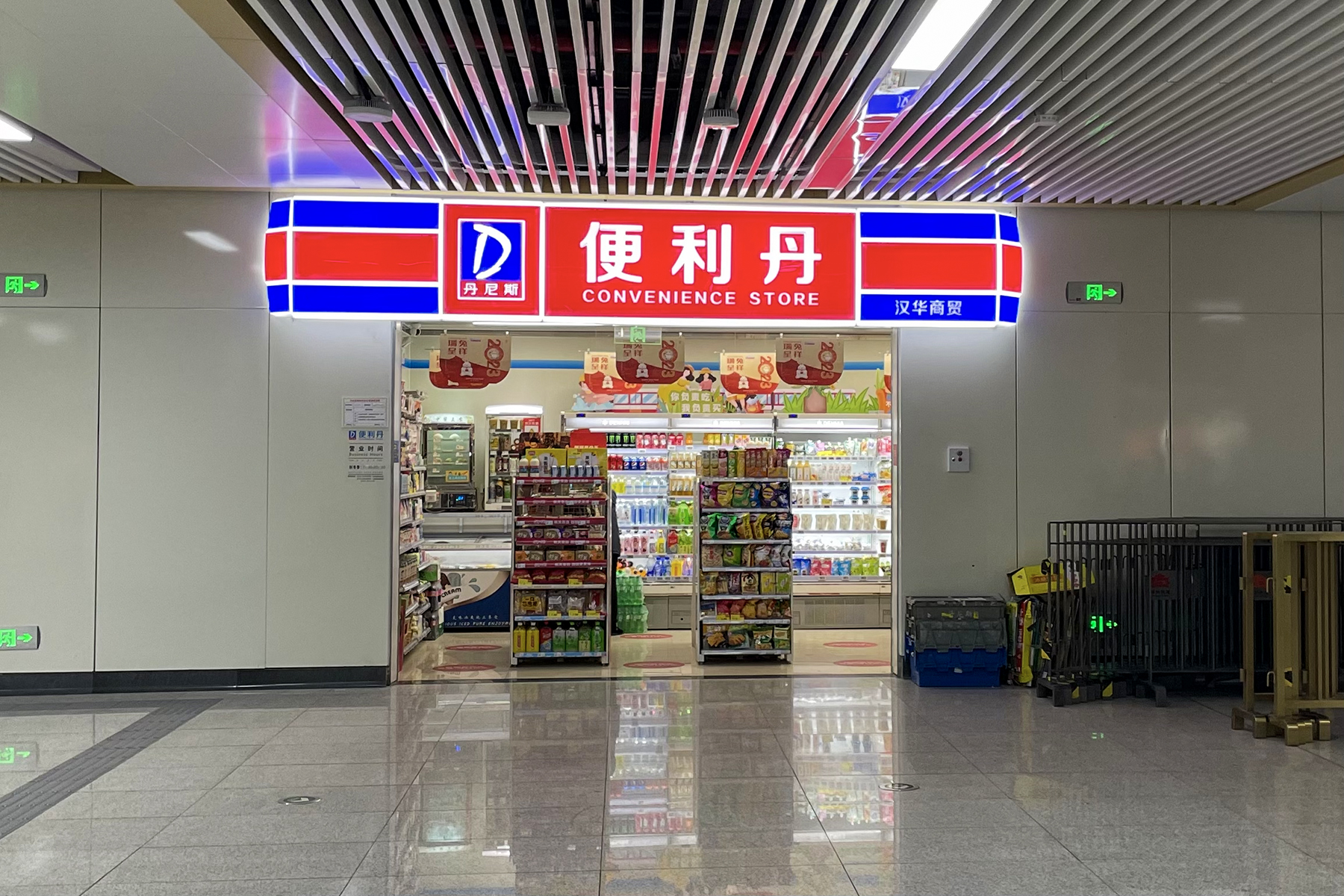
洛阳地铁应天门站内的便利丹便利店

## 產品質量問題
- 2018年10月10日，河南省食品药品监督管理局通告，河南丹尼斯百货有限公司漯河辽河分公司销售的标称漯河豫鼎源食品工业有限公司生产的1批次土豆粉条（淀粉制品）的铝的残留量超標。[7]
- 2018年11月14日,河南省食品药品监督管理局通告，洛阳丹尼斯量贩有限公司纱北分公司销售的标称漯河市冷饭店食品有限公司生产的1批次经典老汤（其它方便食品:冲调类）的霉菌超標。河南丹尼斯百货有限公司安阳安钢分公司销售的1批次鲜活黑鱼檢出不得檢出的氧氟沙星。[8]
- 2018年12月11日，国家药品监督管理局通告，洛阳丹尼斯量贩有限公司三门峡六峰分公司銷售的浙江章华保健美发实业有限公司生產的章华汉草®国色天香·自然黑 章华护染焗油2.0检出批件及标签未标识的染发剂：2,4-二氨基苯氧基乙醇盐酸盐，经台州市黄岩区市场监督管理局到企业现场核查，企业声称是假冒产品。[9]
- 2019年1月2日，河南省市场监督管理局通告，郑州丹尼斯百货有限公司二七分公司销售的标称厦门市信宝贸易有限公司（原产地：菲律宾）经销的1批次好味奶油味夹心代可可脂巧克力涂层甜甜圈（冷加工糕点）的防腐剂超標。郑州丹尼斯百货有限公司焦作市塔南分公司销售的1批次鲈鱼（生）的恩诺沙星超標、1批次黑鱼（生）檢出不得檢出的氧氟沙星。[10]
- 2019年6月17日，河南省市场监督管理局通告，郑州丹尼斯百货有限公司郑东二分公司因销售的福运旺牌黑芝麻香油检出不合格，郑州市市场监督管理局依据有关规定对其作出没收福运旺牌黑芝麻香油涉案产品12瓶、没收违法所得767.80元并罚款7500元的行政处罚。[11]
- 2019年8月，河南省市场监督管理局通告，郑州丹尼斯百货有限公司漯河友爱分公司销售的1批次鲈鱼檢出不得檢出的氧氟沙星，磺胺类(总量)超標。[12]
- 2020年2月19日，河南省市场监督管理局通告，郑州丹尼斯百货有限公司巩义建设分公司销售的1批次猪肝的恩诺沙星超標。[13]
- 2020年11月11日，郑州市市场监督管理局通告，郑州丹尼斯百货有限公司二七分公司销售的1批次芹菜苗的毒死蜱超標。[14]
- 2020年11月25日，河南省市场监督管理局通告，河南丹尼斯百货有限公司安阳安钢分公司销售的来自安阳市殷都区文平水产店的1批次鲜活黑鱼檢出不得檢出的氧氟沙星。[15]
- 2020年12月23日，河南省市场监督管理局通告，洛阳丹尼斯量贩有限公司销售的标称湖南金磨坊食品有限公司生产的1批次素大刀肉（老妈牛肉味调味面制品）的过氧化值(以脂肪计)超標。[16]
- 2021年1月4日，河南省市场监督管理局通告，河南丹尼斯百货有限公司睢县中央大街分公司销售的1批次鲜活黑鱼檢出不得檢出的氧氟沙星。[17]
- 2021年2月2日，郑州市市场监督管理局通告，河南丹尼斯百货有限公司郑州嵩山路分公司经销的标称沧州市华海顺达粮油调料有限公司生产的1批次姜粉红糖的菌落总数超標。[18]